# فيرنر باير
فيرنر باير (بالإنجليزية: Werner Baer)‏ هو مدرس وكاتب واقتصادي ألماني وأمريكي، ولد في 6 مايو 1931 في أوفنباخ أم ماين في ألمانيا، وتوفي في 31 مارس 2016 في أوربانا في الولايات المتحدة.